# Cavalier, Dakota de Nord
Cavalier este sediul comitatului Pembina (conform originalului din engleză, Pembina County), unul din cele 53 de comitate ale statului american Dakota de Nord. Populația fuses de 1.302 de locuitori la recensământul din anul 2010. Cavalier a fost fondat în 1882.
1. ↑  2010 U.S. Gazetteer Files, accesat în 9 iulie 2020